# 고란 페트레스키
고란 페트레스키(1972년 5월 23일 ~ )은 마케도니아의 전 축구 선수이다. K리그의 포항 스틸러스에서 활약하였으며 등록명은 코난이었다.